# Stanislav Kostka Vrbka
Stanislav Kostka Vrbka (2. října 1932 Brno – 31. července 2018) byl český varhaník, improvizátor, hudební pedagog a skladatel.
Na brněnské konzervatoři vystudoval hru na varhany u Vladimíra Hawlíka a hru na trombon u Josefa Smékala. Ve studiu hry na varhany pokračoval na Janáčkově akademii múzických umění v Brně u Aleny Veselé. Studium zakončil v roce 1971 uměleckou aspiranturou. Pedagogicky působil na Základní umělecké škole Jaroslava Kvapila, také měl více soukromých žáků. Jako varhaník se uplatnil v dřívější době na kůru kostela Nanebevzetí Panny Marie na Starém Brně, také v Brně u kapucínů a později především na kruchtě kostela Nanebevzetí Panny Marie v Brně-Zábrdovicích, kde za řízení ředitele kůru Zdeňka Hatiny doprovázel skladby Josefa Čapky-Drahlovského, Bohumila Fidlera, Josefa Grubera, Václava Emanuela Horáka, Josefa Nešvery, Františka Picky, Miroslava Příhody, Josefa Cyrilla Sychry, Eduarda Treglera, Vojtěcha Říhovského aj. Podílel se na premiérách skladeb Zdeňka Hatiny. Proslul jako výborný varhanní improvizátor. Jeho hlavním zaměřením byla kompozice a to přímá tedy při improvizaci, tak zapsaná. V jeho kompozicích je důležitá především barva harmonie. Jako varhaník i dopravázeč byl nezaměnitelný.[zdroj?]